# Okręg Pau
Okręg Pau (wym. [po]; fr. Arrondissement de Pau) – okręg w południowo-zachodniej Francji. Populacja wynosi 300 tysięcy.

## Podział administracyjny
W skład okręgu wchodzą następujące kantony:
- Arthez-de-Béarn,
- Arzacq-Arraziguet,
- Billère,
- Garlin,
- Jurançon,
- Lagor,
- Lembeye,
- Lescar,
- Montaner,
- Morlaàs,
- Nay-Est,
- Nay-Ouest,
- Orthez,
- Pau-Centre,
- Pau-Est,
- Pau-Nord,
- Pau-Ouest,
- Pau-Sud,
- Pontacq,
- Salies-de-Béarn,
- Thèze.